# Política de contratação do The Rangers Football Club

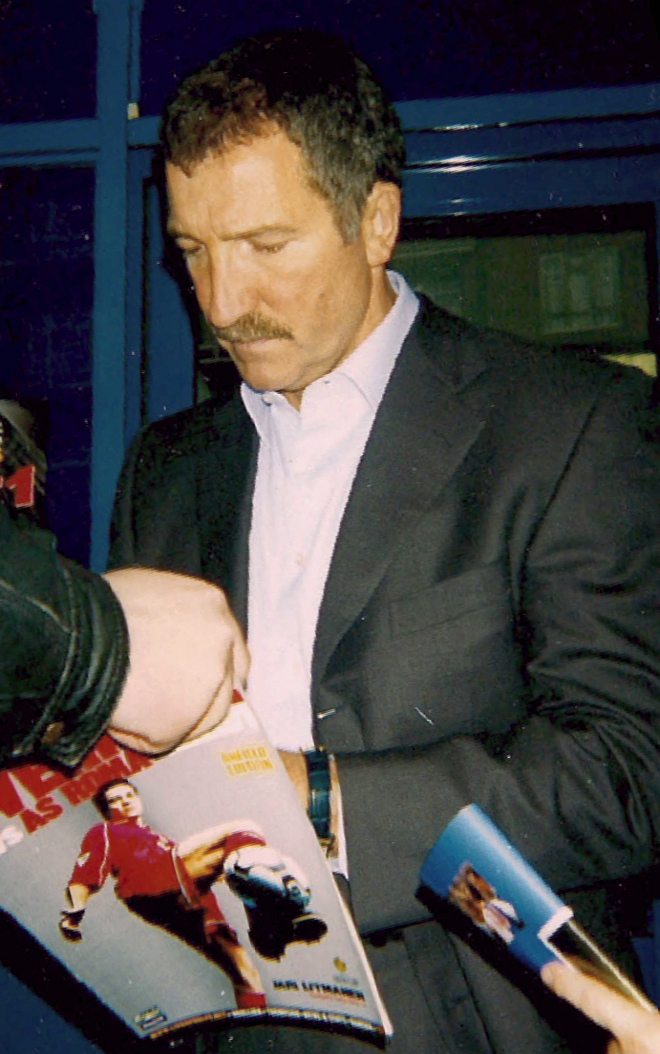
O treinador do Rangers Graeme Souness (foto), que contratou a Mo Johnston, um jogador abertamente católico, e encerrou a política de contratação anticatólica da equipe.

O Rangers Football Club é um clube de futebol de Glasgow, na Escócia, fundado em 1 de fevereiro de 1872, e que atualmente disputa a Premier League Escocesa, o primeiro nível do campeonato nacional. Os Rangers possuem uma longa rivalidade com o Celtic Football Club, sendo que o confronto entre os dois clubes é conhecido como Old Firm.
Entre a década de 1920 e o ano de 1989, o clube possuía uma regra não escrita, segundo a qual o clube não assinaria com nenhum jogador que se denominasse como católico romano. Isso ocorreu porque os Rangers eram vistos como um "clube protestante" e como um contraste deliberado com os rivais do Celtic, que era visto como um clube católico. Esta política de contratação do Rangers foi encerrada em 1989, quando eles contrataram Mo Johnston, sob o comando de Graeme Souness.
As consequências da contratação de Souness foram, na sua maioria, protestos por parte da torcida dos Rangers, porém, com alguns adeptos a apoiarem o ato de Souness. Desde então, jogadores, treinadores e funcionários católicos ou com esposas católicas foram contratados pela equipe.

## História

### Origens
Antes da Primeira Guerra Mundial, o The Rangers Football Club não possuía nenhuma política em relação à religião dos jogadores e, na época, o clube tinha vários jogadores católicos. Na década de 1920, após o aumento da popularidade da Ordem de Orange em Glasgow, na qual os jogadores e diretores do Rangers participavam de algumas funções, os Rangers silenciosamente introduziram uma regra não escrita de que o clube não assinaria contratos com nenhum jogador, nem empregaria nenhum funcionário que fosse abertamente católico. Uma indicação de que a política era especificamente anticatólica, e não apenas protestante, foi a contratação do atleta egípcio Mohamed Latif pelo Rangers em 1934.
A política não foi reconhecida publicamente até 1965, quando Ralph Brand, ao deixar o clube para o Manchester City, disse ao jornal News of the World que os Rangers possuíam uma política interna somente para protestantes. Dois anos depois, o vice-presidente Matt Taylor foi questionado sobre o anticatolicismo percebido com a proibição de jogadores e funcionários católicos no Rangers; ele declarou "[faz] parte da nossa tradição... fomos formados em 1873 como um clube de meninos protestantes. Mudar agora faria nos perder um apoio considerável". O clube Linfield, da Irlanda do Norte, que compartilha uma cultura semelhante ao Rangers, tinha uma política semelhante, embora não tão rigorosa quanto a dos Rangers, até a década de 1980, em contraste com o seu rival Glentoran Football Club.
Apesar da política, alguns jogadores católicos jogaram pelo Rangers durante esse período. Don Kitchenbrand manteve seu catolicismo em segredo e Laurie Blyth deixou o clube depois que sua fé católica foi descoberta. Alguns ex-jogadores do Rangers também declararam que a política se estendia a jogadores não-católicos que se casavam com mulheres católicas. Em 1980, por exemplo, Graham Fyfe disse que tinha que deixar o Rangers porque havia se casado com uma mulher católica. O ex-jogador do Rangers e treinador do Manchester United, Alex Ferguson, escreveu que, embora a gerência do Rangers soubesse de sua decisão de se casar com uma católica, ele experimentou "hostilidade venenosa" por parte de Willie Allison, o oficial de relações públicas do clube.
Por outro lado, o Celtic nunca teve uma política semelhante proibindo jogadores de qualquer religião. O treinador do Celtic, Jock Stein, que foi o primeiro treinador protestante do Celtic, afirmou uma vez que, se lhe oferecessem um jogador católico e um jogador protestante, ele contrataria o protestante. Quando perguntado o motivo, ele disse: "Porque eu sei que os Rangers nunca contratariam o católico".
Em 1976, um amistoso com o  Aston Villa foi abandonado por causa do hooliganismo dos torcedores do Rangers. Esse episódio incluiu torcedores atacando um pub que havia sido bombardeado pelo Exército Republicano Irlandês (IRA) três anos antes, o que atraiu críticas particulares da Ordem de Orange. A Ordem de Orange declarou: "Sejamos perfeitamente francos. Os mesmos exemplos de atitudes baixas que forçam seu apoio ao Glasgow Rangers são o mesmo tipo dos bêbados de boca suja que nos causam grande vergonha todo mês de julho, quando aparecem para apoiar 'nossos comícios anuais'". Em resposta, o treinador do Rangers, Willie Waddell, declarou uma intenção de mudar a percepção da mídia de que o Rangers era um clube sectário. Embora tenha negado a existência da política de contratação, ele afirmou que "nenhuma barreira religiosa será colocada neste clube em relação à contratação de jogadores" e prometeu remover torcedores do Estádio Ibrox que não a aceitassem. Apesar dessa afirmação, nenhum jogador católico sênior foi contratado pelo Rangers; apenas o promissor jogador júnior John Spencer ingressou no clube em 1982 e progrediu silenciosamente nas categorias de base, tendo que lidar com a hostilidade de ambos os lados da divisão religiosa de Glasgow como resultado.

### Contratação de Mo Johnston
Graeme Souness tornou-se treinador do Rangers em maio de 1986 e declarou sua intenção de construir uma equipe baseada apenas no mérito, dizendo que jogadores contratados que praticavam outra religião ou tinham uma cor de pele diferente lhe "pareciam completamente normais". No verão de 1989, os Rangers contrataram Mo Johnston, um ex-jogador do Celtic e abertamente católico. Johnston havia recentemente concordado em retornar ao Celtic ao sair do Nantes, mas o acordo ainda não havia sido concluído, e contratar um ex-jogador de destaque do Celtic foi um golpe especialmente importante para o Rangers. Esta foi a primeira contratação da equipe de um jogador abertamente católico desde que a política foi introduzida. Houve alegações na mídia de que isso foi feito para combater uma investigação da Federação Internacional de Futebol (FIFA) sobre o sectarismo. O agente de Johnston, Bill McMurdo, sentiu que o Rangers precisaria de uma "pessoa muito especial" para lidar com a pressão de ser o primeiro jogador a quebrar a política. Antes de assinar com Johnston, Souness também estava interessado em contratar outros jogadores católicos e abordou jogadores como John Collins, Ian Rush e Ray Houghton.
Após a contratação de Johnston, o secretário geral da Associação de Apoiadores do Rangers, David Miller, declarou: "É um dia triste para o Rangers. Por que contratá-lo acima de todos os outros? Haverá muitas pessoas entregando seus ingressos para a temporada. Eu não quero ver um católico romano no Ibrox. Realmente gruda na minha garganta." Após receber um vazamento de que a transferência estava prestes a acontecer, o Belfast Telegraph relatou o acordo antes de ser anunciado. Isso levou um grupo de partidários a se reunir do lado de fora da redação do jornal, exigindo que a história fosse retirada, enquanto a central telefônica estava ocupada com ligações furiosas. O roupeiro do Rangers se recusou a colocar o uniforme de Johnston antes de cada partida como um protesto contra um católico jogando pelo Rangers. Alguns torcedores responderam queimando seus ingressos para a temporada, embora essa opinião não tenha sido compartilhada por todos os torcedores do Rangers. Entretanto, alguns torcedores elogiaram o fato de terem superado seus rivais, enquanto a contratação de Johnston trouxe de volta alguns torcedores, que haviam sido incomodados por discriminação religiosa.  O público dos jogos dos Rangers e as vendas de ingressos para a temporada continuaram a crescer nos anos seguintes.
A contratação indiscutivelmente causou um grande transtorno entre a torcida do Celtic, pois era de se esperar que o Celtic assinasse novamente com Johnston.  De fato, Johnston havia sido contratado pelo Celtic em um acordo de pré-contrato em maio de 1989 e depois foi apresentado prematuramente à mídia como sua nova assinatura. Johnston foi multado pela FIFA por quebrar seu acordo com o Celtic, que poderia ter impedido Johnston de jogar ao concluir o acordo. O treinador do Celtic Billy McNeill queria seguir essa opção, mas o conselho do Celtic decidiu contra isso. Os torcedores do Celtic sentiram que Johnston os havia traído, chamando-o de Judas, enquanto Souness recebeu pouco ou nenhum crédito por acabar com essa fonte de discriminação anticatólica.

### Anos seguintes
Depois de assinar com Johnston, o Rangers não contratou mais jogadores católicos por vários anos. O clube não fez outra grande contratação de religião católica escocesa até a chegada de Neil McCann, em 1998. No mesmo ano, o Rangers suspendeu a proibição de jogadores que faziam o sinal da cruz a pedido de Gabriel Amato, mas os advertiu a não fazer isso na frente dos torcedores. Gennaro Gattuso, um católico italiano que jogou pelo Rangers na temporada 1997-98, alegou que seus companheiros de equipe o ordenaram a tirar o seu colar de cruz.
Em 1999, o atleta italiano Lorenzo Amoruso se tornou o primeiro capitão católico do Rangers. Em 2002, o zagueiro Fernando Ricksen disse que os jogadores católicos do Rangers tinham que esconder sua religião por causa do sectarismo no clube. Ele afirmou que estava recebendo telefonemas sectários que diziam que "se você é católico e joga pelo Rangers, então você é protestante. Se joga para o povo protestante, você não joga para o povo católico."  Em 2006, o Rangers contratou seu primeiro treinador católico, Paul Le Guen, e em 2013 contratou Jon Daly, um jogador católico irlandês.

## Representação na mídia
A política de contratação dos Rangers foi parodiada na comédia da BBC conhecida como Scotch and Wry em 1979, onde o treinador do Rangers (interpretado por Rikki Fulton) involuntariamente concorda em contratar um jovem jogador católico (Gerard Kelly), por recomendação de um olheiro do Rangers (Gregor Fisher). Quando o jogador diz que teve que sair de uma partida mais cedo para assistir à missa, o treinador tenta encontrar desculpas para rescindir o contrato para evitar violar a política.